# Hạ Long

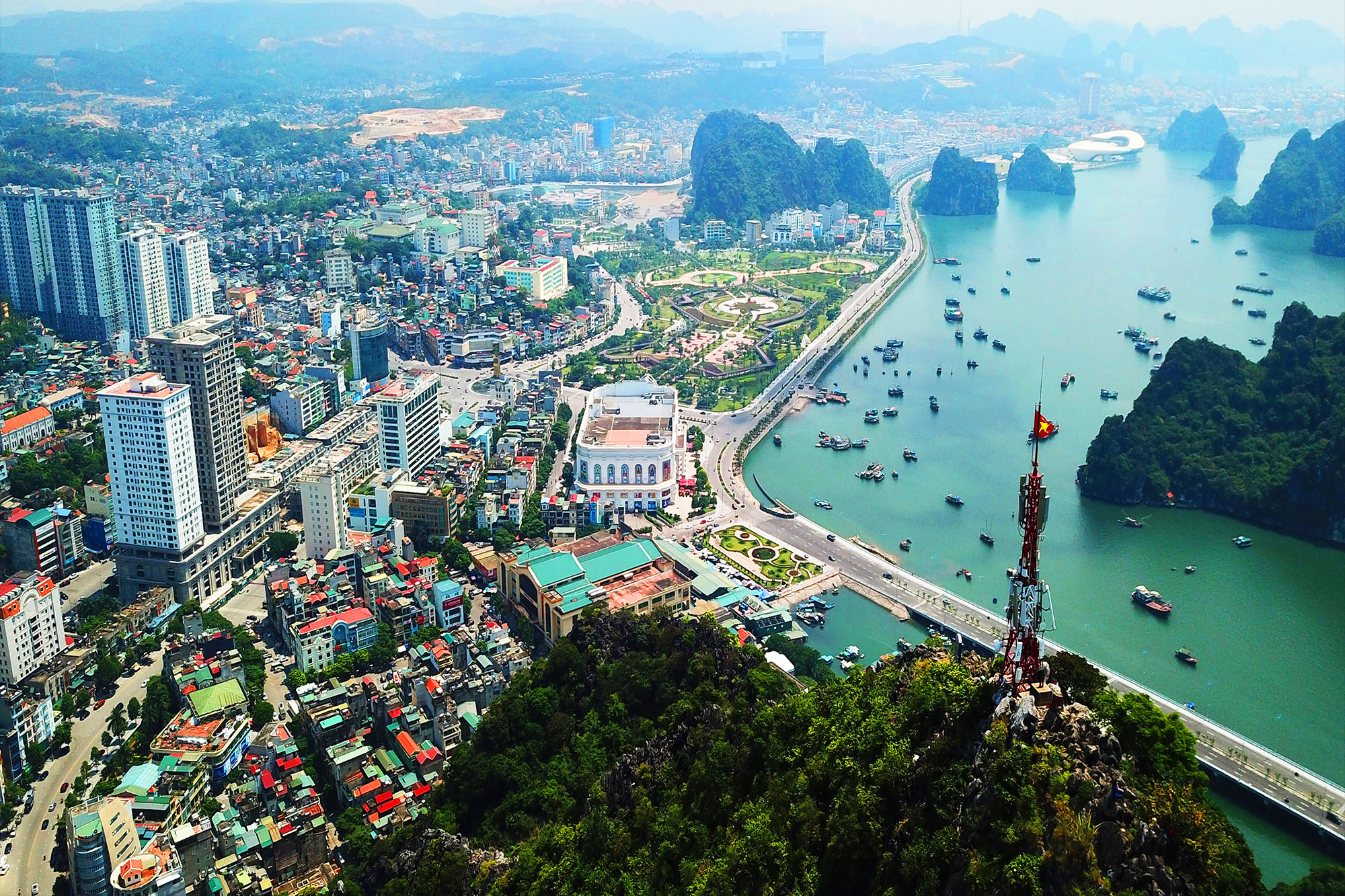
Blick auf die Stadt

Hạ Long ist die Hauptstadt und Provinzstadt erster Klasse der Provinz Quảng Ninh in Vietnam mit 249.264 Einwohnern (2019). Sie ist nach der Halong-Bucht benannt, die sich im Süden der Stadt befindet und ein berühmtes Naturerbe Vietnams ist. Hạ Long wurde am 27. Dezember 1993 auf der Grundlage der gesamten Fläche und Bevölkerung der alten Stadt Hong Gai gegründet. Der Name Hạ Long bedeutet „absteigender Drache“.

## Geographie

### Standort
Als Küstenstadt verfügt Hạ Long über ein einzigartiges Potenzial für den Tourismus und den Seehafen, da die Stadt 50 km entlang der Küste der Hạ Long-Bucht liegt. Hạ Long liegt 165 km nordöstlich von Ha Noi, 70 km westlich von Hai Phong, 180 km östlich vom internationalen Grenzübergang Móng Cái und wird im Süden durch den Golf von Tonkin begrenzt.
Die Stadt Ha Long hat eine Fläche von 1.119,36 km², die Einwohnerzahl im Jahr 2018 beträgt 300.267 Menschen, die Bevölkerungsdichte erreicht 268 Menschen/km². Damit ist Ha Long derzeit die flächenmäßig größte Stadt des Landes, die direkt der Provinz unterstellt ist.

### Klima
Ha Long Stadt gehört zum Küstenklima, es gibt zwei Jahreszeiten, Winter von November bis April, Sommer von Mai bis Oktober.
Die durchschnittliche Jahrestemperatur beträgt 23,70 °C, die Schwankung ist nicht groß und reicht von 16,70 °C bis 28,60 °C. Im Sommer liegt die durchschnittliche Höchsttemperatur bei 34,90 °C, die heißeste Temperatur beträgt 38 °C. Im Winter liegt die durchschnittliche Tiefsttemperatur bei 13,70 °C.
Die durchschnittliche Niederschlagsmenge pro Jahr beträgt 1832 mm, die sich ungleichmäßig auf die Jahreszeiten verteilen. Im Sommer regnet es von Mai bis Oktober, was 80–85 % der gesamten jährlichen Niederschlagsmenge ausmacht. Die höchsten Niederschlagsmengen fallen im Juli und August. Der Winter ist die regenarme Trockenzeit von November bis April des nächsten Jahres, in der nur etwa 15–20 % des gesamten Jahresniederschlags fallen.

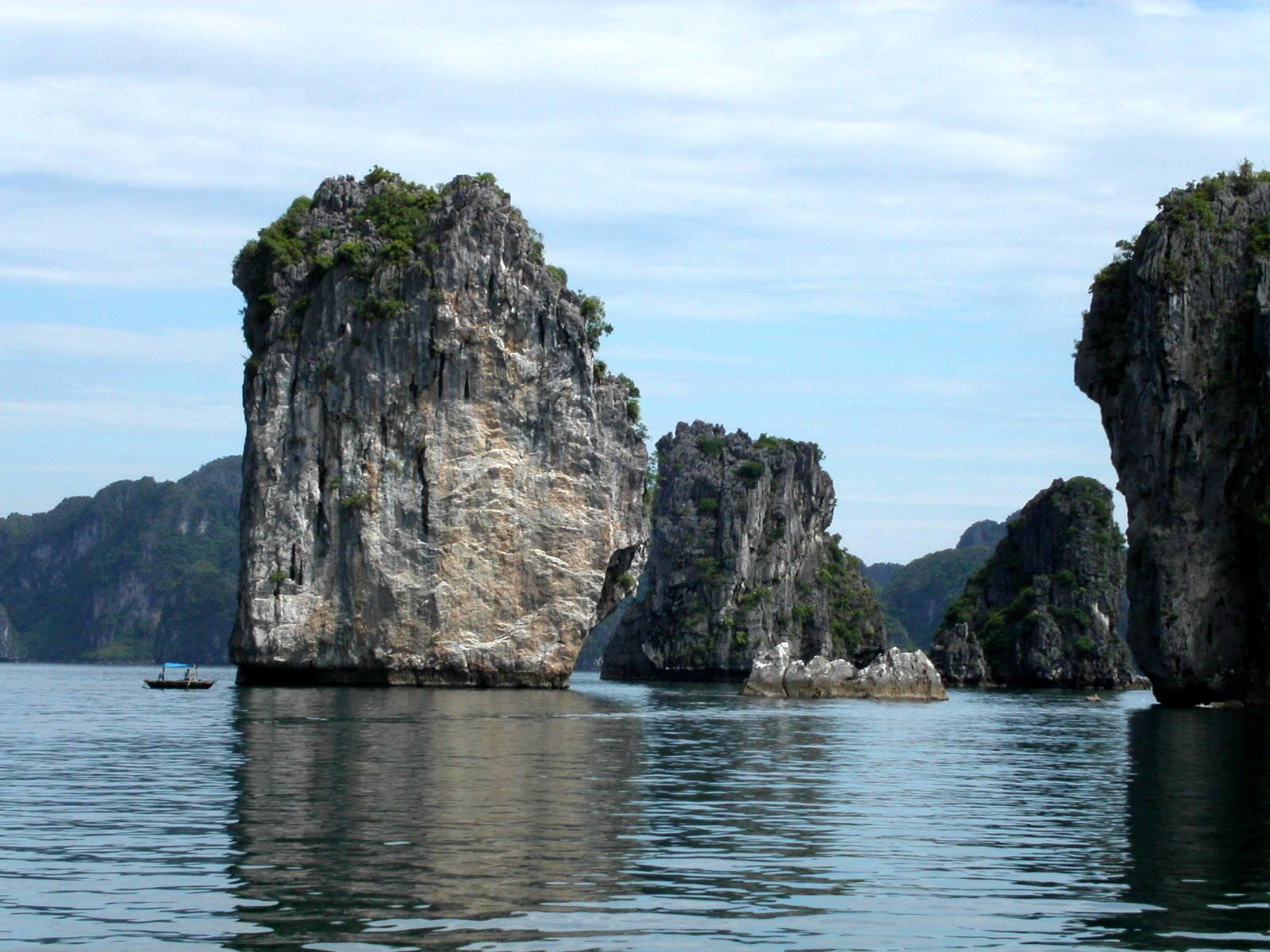
Ha Long Bay

Die durchschnittliche jährliche Luftfeuchtigkeit beträgt 84 %. Im höchsten Monat liegt sie bei bis zu 90 %, im niedrigsten bei bis zu 68 %.

### Natürliche Ressourcen
(Quelle:)

#### Waldressourcen
Laut Statistik von Ende 2009 verfügt die Stadt über eine Gesamtwaldfläche von 5.862,08 ha/Gesamtstadtfläche von 27.153,40 ha. Der Anteil der Waldfläche beträgt 21,58 %. Davon sind 5.445,69 ha gepflanzter Wald und 416,39 ha natürlicher Wald (einschließlich 27,94 ha Holzwald, 17,31 ha Bambuswald, 371,14 ha Mangrovenwald). Darüber hinaus beherbergt die große Waldfläche auch eine große Anzahl von Pflanzen- und Tierarten, bis zu mehr als 1000 Arten.

#### Mineralressourcen
Auf dem Gebiet der Stadt Ha Long gibt es vor allem Kohle und Baumaterialien. Die gesamten Kohlereserven, die bisher erkundet wurden, belaufen sich auf über 530 Millionen Tonnen, hauptsächlich Anthrazit- und Halbanthrazitkohle, die sich im Norden und Nordosten der Stadt befinden. Außerdem gibt es im Gebiet von Gieng Day ein Tonvorkommen, das als Rohstoff für die Herstellung von Baumaterialien dient. Nach einer vorausschauenden Bewertung belaufen sich die vorhandenen Reserven auf etwa 39 Millionen Tonnen. Darüber hinaus wird Kalkstein als Rohstoff für Zement und Baumaterialien verwendet, der vor allem im Bezirk Ha Phong und im Gebiet Dai Yen vorkommt. Der Bewertung zufolge umfasst die Reserve derzeit etwa 15 Millionen Tonnen, die abgebaut werden können.

#### Bodenressourcen
Die Stadt Ha Long verfügt über eine natürliche Gesamtfläche von 27 195,03 Hektar, die sich auf folgende Arten von Land verteilt Landwirtschaftliche Flächen 9544,86 ha; nichtlandwirtschaftliche Flächen 16.254,92 ha, ungenutzte Flächen 1395,25 ha.

#### Meeresressourcen
Mit einer Gesamtfläche von 1.553 km², einschließlich 1969 großer und kleiner Inseln, von denen 989 Inseln einen Namen haben und 980 Inseln keinen Namen haben. Das Welterbegebiet hat eine Fläche von 434 km² mit 775 Inseln, die die Form eines Dreiecks mit drei Gipfeln haben: Dau Go Island (Westen), Ba Ham Lake (Süden) und Cong Tay Island (Osten). Mit vielen schönen und phantasievollen Höhlen wie den Höhlen Bo Nau, Trinh Nu, Sung Sot, Dau Go, Thien Cung, Tam Cung und Me Cung hat sich die Ha Long-Bucht den Ruf als eines der berühmtesten Reiseziele weltweit erworben. Es gibt 950 Fischarten, 500 Arten von Weichtieren und 400 Arten von Krebstieren, darunter viele Meeresfrüchte mit hohem wirtschaftlichem Wert wie Makrelen, Zackenbarsche, Lachse, Seebrassen und Fische, Vögel und Garnelen, Krabben, Tintenfische, Perlen, Abalonen, Herzmuscheln...

## Historie
Die geologische Geschichte der Ha Long begann vor etwa 500 Millionen Jahren mit sehr unterschiedlichen und komplexen geografischen Gegebenheiten. Das Vorhandensein der Bucht und der Inseln in der Bucht sind einzigartige Beispiele für die Entwicklungsgeschichte der Erde, einschließlich der geologischen Merkmale und des Prozesses der Bewegung und kontinuierlichen Entwicklung der Karsttopographie, des Fengcong-Systems und Fengling. Die besondere Topografie der Ha Long-Bucht steht in engem Zusammenhang mit der Geschichte des Klimas und der tektonischen Bewegung der Erde. Die Inseln hier sind ein ideales Modell für Karst, der sich unter tropischen, feuchten Bedingungen gebildet hat. Das gesamte Gebiet der Ha Long-Bucht ist eine über Millionen von Jahren entstandene Karstlandschaft mit pyramidenförmigen, verschlissenen Karsttürmen, die eine außergewöhnliche und einzigartige Schönheit auf der ganzen Welt darstellt.
Die Menschheit ist in der Hạ Long-Bucht schon seit langer Zeit präsent. Im Laufe der Jahre kamen Archäologen und Forscher zu dem Schluss, dass es im Laufe der Geschichte drei Kulturen gab, die als Soi Nhu, Hạ Long und Cai Beo Kultur bekannt sind. Dies zeigt, dass die Bucht und ihre Umgebung eine der Wiegen der Menschheit waren. Das Kerngebiet der heutigen Stadt Hạ Long war früher ein reines Fischerdorf, die sogenannte Austernküste. Zu Beginn der Nguyễn-Dynastie wurde es in Mau Le umbenannt. Die heutige Stadt war damals Teil des Bezirks Hoành Bồ.
Im Jahr 1883, während der französischen Besatzungszeit, betrieben die Franzosen Kohleabbau in den Minen an der Golfküste. Da es auf vielen Inseln viel Hanf gab, nannten die Franzosen sie Ile des brouilles oder einen Namen, der von Hon Gai in Hon Gay übersetzt wurde, später umbenannt in Hon Gai.
Nach der Augustrevolution 1945 wurde diese Gemeinde zur Hauptstadt des riesigen Minengebiets Hong Gai. Ende 1946 wurde Hon Gai von den Franzosen zurückerobert. Nach der Genfer Konferenz (1954) wurde die Stadt Hong Gai zur Hauptstadt des Sonderbezirks Hong Quang. Am 30. Oktober 1963 legte die vietnamesische Regierung die Provinz Hai Ninh und den Sonderbezirk Hong Quang zur Provinz Quảng Ninh zusammen, Hong Gai wurde zur Hauptstadt von Quảng Ninh, und die Grenzen der Provinz wurden erweitert. Das Stadtzentrum von Hong Gai lieferte Kohle für alle Industriegebiete Nordvietnams. Die Stadt war auch das Tor zu China und daher eines der Hauptziele der USA während des Vietnamkriegs.
Am 27. Dezember 1993 erhielt die Stadt Hong Gai offiziell ihren Stadtstatus und wurde in Hạ Long umbenannt.

## Tourismus
Am 12. November 2012 um 2 Uhr (vietnamesische Zeit) wurde die Ha Long-Bucht von New7Wonders zu einem der neuen sieben Naturwunder der Welt erklärt.
Dies hat Ha Long zu einer der größten Touristenattraktionen Vietnams gemacht. Laut Statistik erreichte die Zahl der Touristen in der Ha Long-Bucht 2019 4,4 Millionen Ankünfte, von denen fast 2,9 Millionen internationale Besucher waren, was einem Anstieg von 6 % gegenüber dem gleichen Zeitraum im Jahr 2018 entspricht. Die Mauteinnahmen für zehn Monate erreichten mehr als 1.030 Milliarden VND; für das gesamte Jahr 2019 beliefen sich die Mauteinnahmen auf mehr als 1.294 Milliarden VND, was einem Anstieg von 9 % gegenüber dem gleichen Zeitraum entspricht.
Die an der Ha Long-Bucht gelegenen Bezirke Bai Chay, Tuan Chau und Hung Thang entwickeln Hotels und Restaurants und bauen touristische Projekte. In Ha Long gibt es Hunderte von großen und kleinen Hotels, darunter viele 4- und 5-Sterne-Hotels, die voll ausgestattet und modern sind und die Bedürfnisse der internationalen und einheimischen Gäste erfüllen.
Die Strände von Ha Long und Tuan Chau werden zunehmend renoviert und ausgebaut. Am Westufer der Stadt (Hon Gai) ist der Bau von 2 künstlichen Stränden geplant, um den Einwohnern der Stadt zu dienen.
Die Sun-Gruppe hat in Bai Chay und Hon Gai den größten Sun World Ha Long Park in Vietnam errichtet. Außerdem gibt es viele hochwertige Tourismusobjekte großer in- und ausländischer Unternehmen wie der Vin Group, FLC, ...
Neben der Bucht wurden fast 30 Höhlen entdeckt, darunter die Höhlen Thien Cung, Hon Dua, Dau Go und Sung Sot, die seit vielen Jahren für den Tourismus erschlossen werden.
Zu den historischen Stätten und Sehenswürdigkeiten im Stadtzentrum gehören der Berg Bai Tho, der Tempel von Dong Hai Dai Vuong Tran Quoc Nghien und die Long Tien Pagode an der Seite des Berges Bai Tho. Historische Stätten, kulturelle Aktivitäten und Lebensräume, Pinienhügel und Stadtparks werden genutzt, um in den kommenden Jahren Millionen von Besuchern zu empfangen.
Nach Angaben des Volkskomitees der Provinz Quang Ninh hat die Covid-19-Epidemie in den letzten zwei Jahren vor allem die Tourismus- und Dienstleistungsbranche schwer getroffen. Von 2019 bis heute haben mehr als 10.000 Arbeitnehmer im Dienstleistungssektor ihren Arbeitsplatz verloren.

## Wirtschaft
Die wirtschaftliche Struktur der Stadt ist wie folgt definiert: Industrie – Tourismus, Dienstleistungen, Handel, Landwirtschaft – Forstwirtschaft und Meeresfrüchte. Im Jahr 2014 erreichte das BIP der Stadt 22.000 Mrd. VND, was 41 % der Provinz ausmacht (davon entfallen 31 % auf Industrie und Bauwesen und 53 % auf Dienstleistungen und Tourismus), die Gesamteinnahmen des Haushalts machen 69,3 % der Provinz aus. Die durchschnittliche BIP-Wachstumsrate beträgt 12 %/Jahr.
Der Großteil der Haushaltseinnahmen der Stadt Ha Long stammt aus dem Export und Import. Im Jahr 2013 stammten mehr als 70 % der Haushaltseinnahmen aus Import- und Exportsteuern. Daher ist die Wirtschaft von Ha Long stark von der Weltwirtschaft abhängig und wird von den regionalen und globalen makroökonomischen Bedingungen beeinflusst. Das Durchschnittseinkommen der Arbeitnehmer in Ha Long Stadt stieg im Zeitraum 2009–2013 stark an (ca. 21 %/Jahr) und erreichte 2013 einen Höchststand von ca. 53 Millionen VND, 1,6 mal höher als das Durchschnittseinkommen in Ha Long Stadt. Nördliche Provinzen. Aufgrund des rasanten Wirtschaftswachstums von durchschnittlich 13 bis 15 % pro Jahr wird das Pro-Kopf-Einkommen der Menschen in der Stadt Ha Long (zu aktuellen Preisen) im Jahr 2025 auf 12.000 bis 13.000 USD/Jahr geschätzt (Masterplan für die sozioökonomische Entwicklung der Stadt Ha Long bis 2020, Vision bis 2030).
Ha Long City hat bemerkenswerte Fortschritte beim Übergang zu einer "grünen" Wirtschaft gemacht: So hat der Dienstleistungssektor etwa 25 % der Wirtschaftsstruktur in Bezug auf den Produktionswert und etwa 25 % der Wirtschaftsstruktur in Bezug auf die Wertschöpfung ausgemacht. etwa 45 %. Seitdem hat die Stadt auch spezialisierte Fähigkeiten in Nicht-Bergbau-Industrien entwickelt, wie z. B. in der Lebensmittelverarbeitung und im Schiffbau. Stabiler Energie-Cluster: Die Entwicklung der Stadt Ha Long stützt sich traditionell auf den Kohlebergbau, auf den mehr als 50 % des wirtschaftlichen Produktionswerts entfallen. Diese solide Basis schafft dauerhafte Arbeitsplätze für die Einwohner der Stadt sowie eine stetige Quelle von Steuereinnahmen, mit denen die Stadt zur Verbesserung der Lebensbedingungen der Menschen beitragen kann.
In der Stadt gibt es 1470 industrielle und handwerkliche Produktionsbetriebe, darunter Kohleabbau und -verarbeitung, Baustoffe, Mechanik, Holzverarbeitung, Lebensmittel und Bekleidung. Es gibt drei konzentrierte Industriezonen (Cai Lan, Viet Hung und Ha Khanh), vier große Häfen (Cua Dua, Cai Lan, Hong Gai, ) und elf kleine Häfen.
Transport und Lagerhaltung wachsen stark in Quang Ninh und Ha Long, Hai Phongs Seehafenkapazität ist begrenzt und Wachstumschancen mit dem neuen Lach Huyen Seehafen.
Der Kohlebergbau gilt als eine Stärke der Stadt mit vielen großen Bergwerken wie Ha Tu, Ha Lam, Tan Lap, Nui Beo, deren jährliche Fördermenge auf über 10 Millionen Tonnen geschätzt wird. An die Bergwerke angeschlossen sind Siebfabriken, mechanische Transportunternehmen und Häfen. Ha Long entwickelt eine starke Schiffbauindustrie, produziert Baumaterialien und verarbeitet Meeresfrüchte und Lebensmittel. Die Werft von Ha Long verfügt über eine Schiffbaukonstruktion von weniger als 53.000 Tonnen, das Wärmekraftwerk von Quang Ninh hat eine Gesamtkapazität von 1.200 MW. Ha Long verfügt auch über viele sehr gute Tonminen, in denen etwa 6 Fabriken hochwertige Ziegel und Fliesen herstellen, die sowohl innerhalb als auch außerhalb der Provinz und teilweise für den Export geliefert werden. Der Cai Lan National Port ist der Tiefwasserhafen der Stadt. Viele berühmte Marken des Landes wie z. B.: Viglacera Ha Long, Cai Lan Vegetable Oil Company (Neptune, Cai Lan), VIMA FLOUR Wheat Flour (Hoa Ngoc Lan), Ha Long Beer, Ha Long Seafood...
Die Fischerei ist eine Stärke mit vielen Arten von Meeresfrüchten und einem großen Bedarf an Verbrauchsgütern, insbesondere für Touristen und für den Export. Die Stadt hat viele neue große Boote gebaut, um sich auf die Hochseefischerei umzustellen. Ausgeführt werden vor allem Kohle und Meeresfrüchte, eingeführt werden Erdöl, Bergbaumaschinen, Eisen und Stahl sowie Verkehrsmittel. Der gesamte Exportumsatz im Jahr 2002 erreichte 160 Millionen USD.
Das Pro-Kopf-Einkommen wird bis 2020 etwa 6.350 USD erreichen, mehr als das Zweifache des Landesdurchschnitts; der Anteil armer Haushalte in der Provinz nach mehrdimensionalen Kriterien beträgt nur 0,36 %.

## Kultur

### Bildung
Die Stadt verfügt über Hochschulen und Universitätsschulen: Quang Ninh Medical College, Ha Long University 2, Hong Cam Mining Vocational College und 4 berufsbildende Mittelschulen, 12 Gymnasien (beide überbetriebliche Schulen), 38 Mittelschulen, Gymnasien und Grundschulen.
Im Schuljahr 2020–2021 gibt es in der Stadt 158 unabhängige private Vorschulen mit insgesamt 2.882 Klassen und 90.461 Kindern und Studenten.

### Religion
Dem Buddhismus in Ha Long gehören etwa 5032 Buddhisten mit mehr als 5 Pagoden an, von denen es drei berühmte Pagoden gibt, nämlich die Long Tien Pagode im Bezirk Hong Gai, die Loi Am Pagode im Bezirk Dai Yen und die Quang Nghiem Pagode im Bezirk Ha Tu. Der Katholizismus hat hier etwa 1759 Anhänger mit 1 Kirche. Außerdem gibt es in der Ben Doan-Straße den Tran Quoc Nghien-Tempel und vier kleine Schreine, von denen zwei Schreine für Thanh Hoang durch amerikanische Bomben zerstört wurden.

### Küche
Die Küche von Ha Long ist eines der typischen Elemente dieser Stadt. Die Gerichte hier werden hauptsächlich aus Meeresfrüchten zubereitet, aber nach den traditionellen Methoden der Küstenbewohner und mit einzigartigen Fischarten, die viele Menschen noch nie gesehen haben. Zum Beispiel ist Bored ein Weichtier, das nur in Quang Ninh lebt.

## Galerie

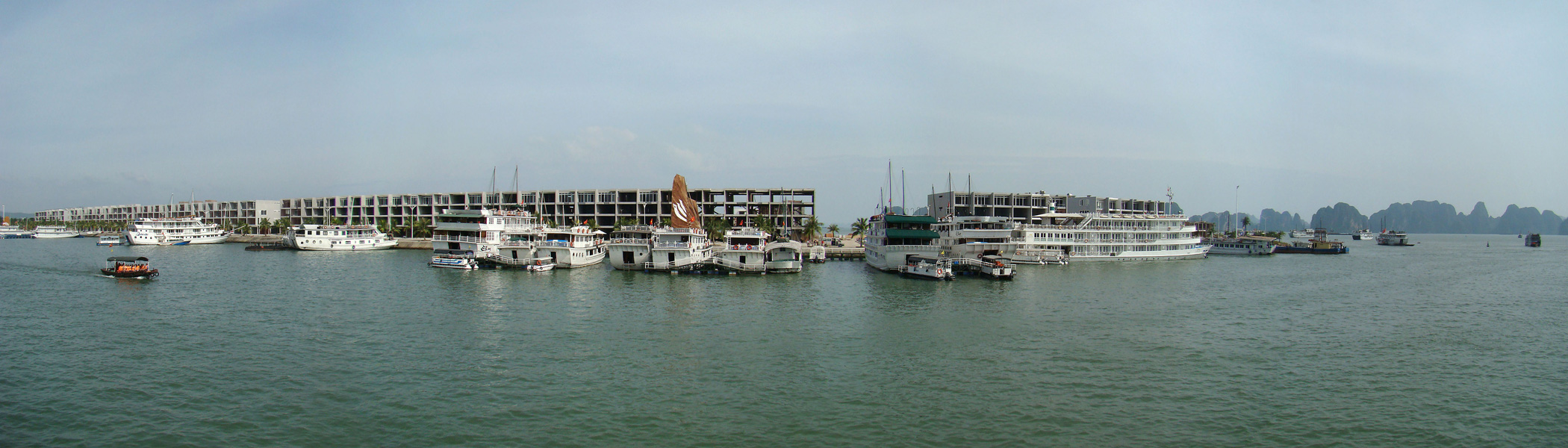
HalongHarbour
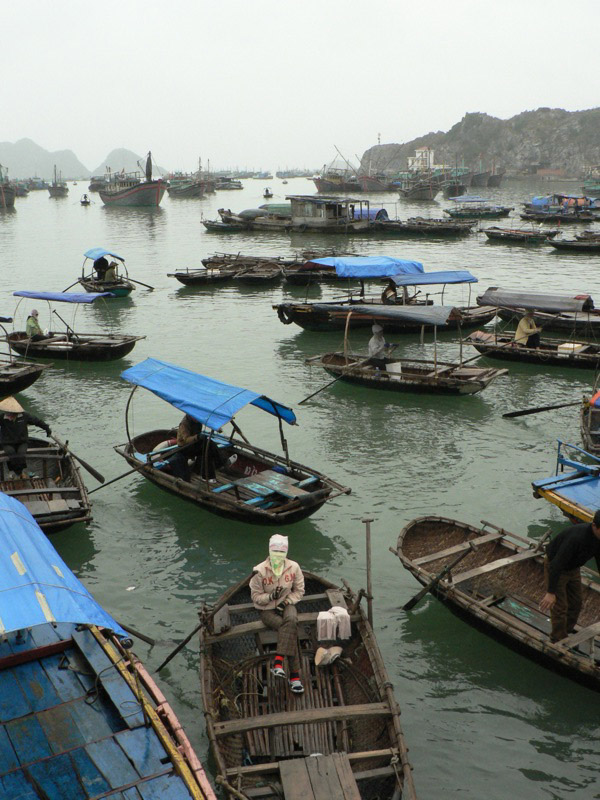
Boats in Ha Long
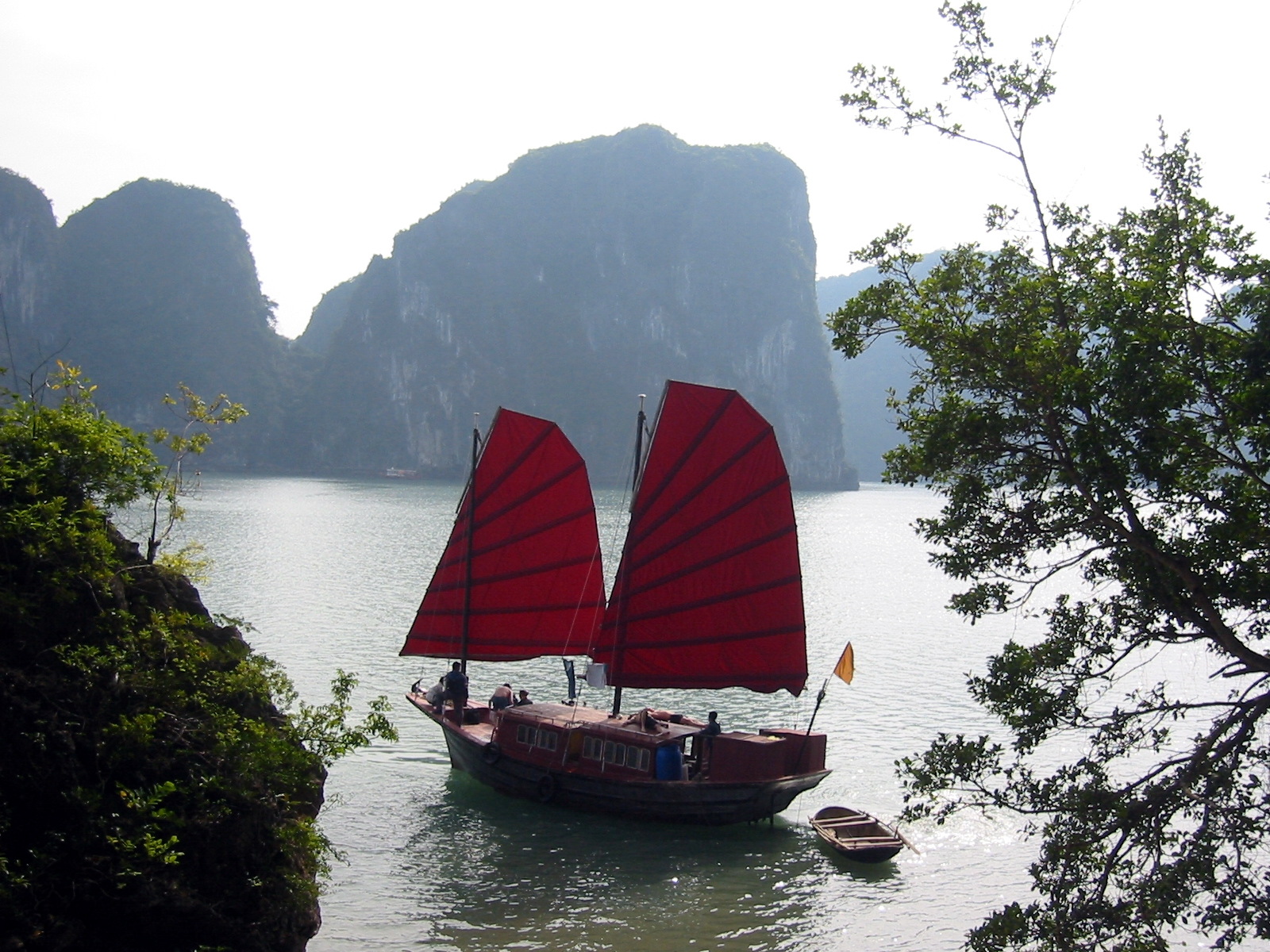
Ha Long Bay
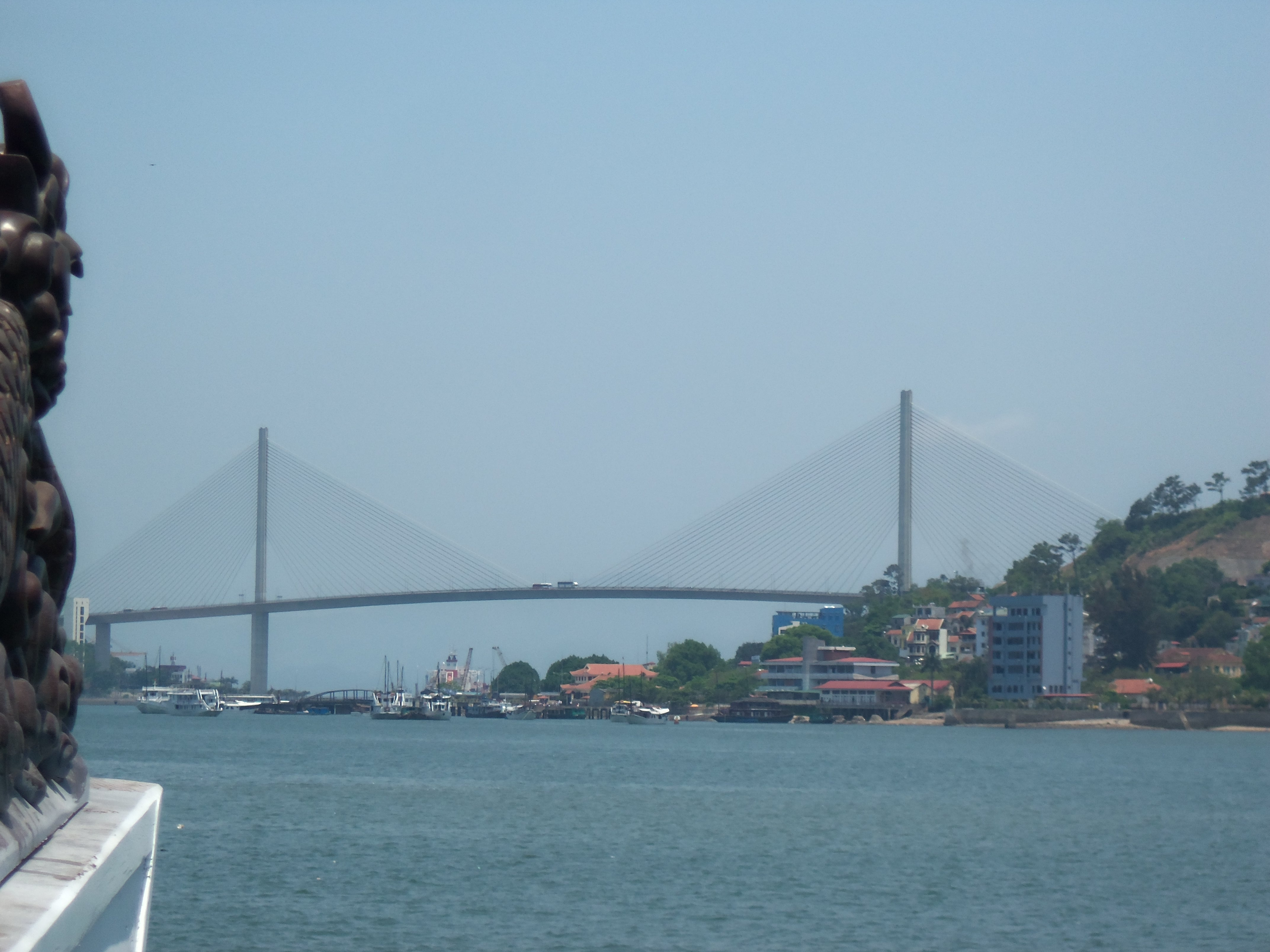
Bai Chay Brücke
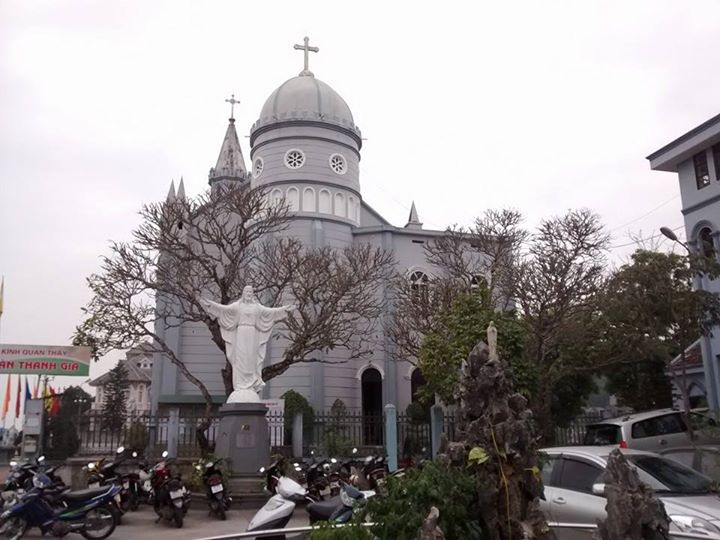
Hon Gai Kirche
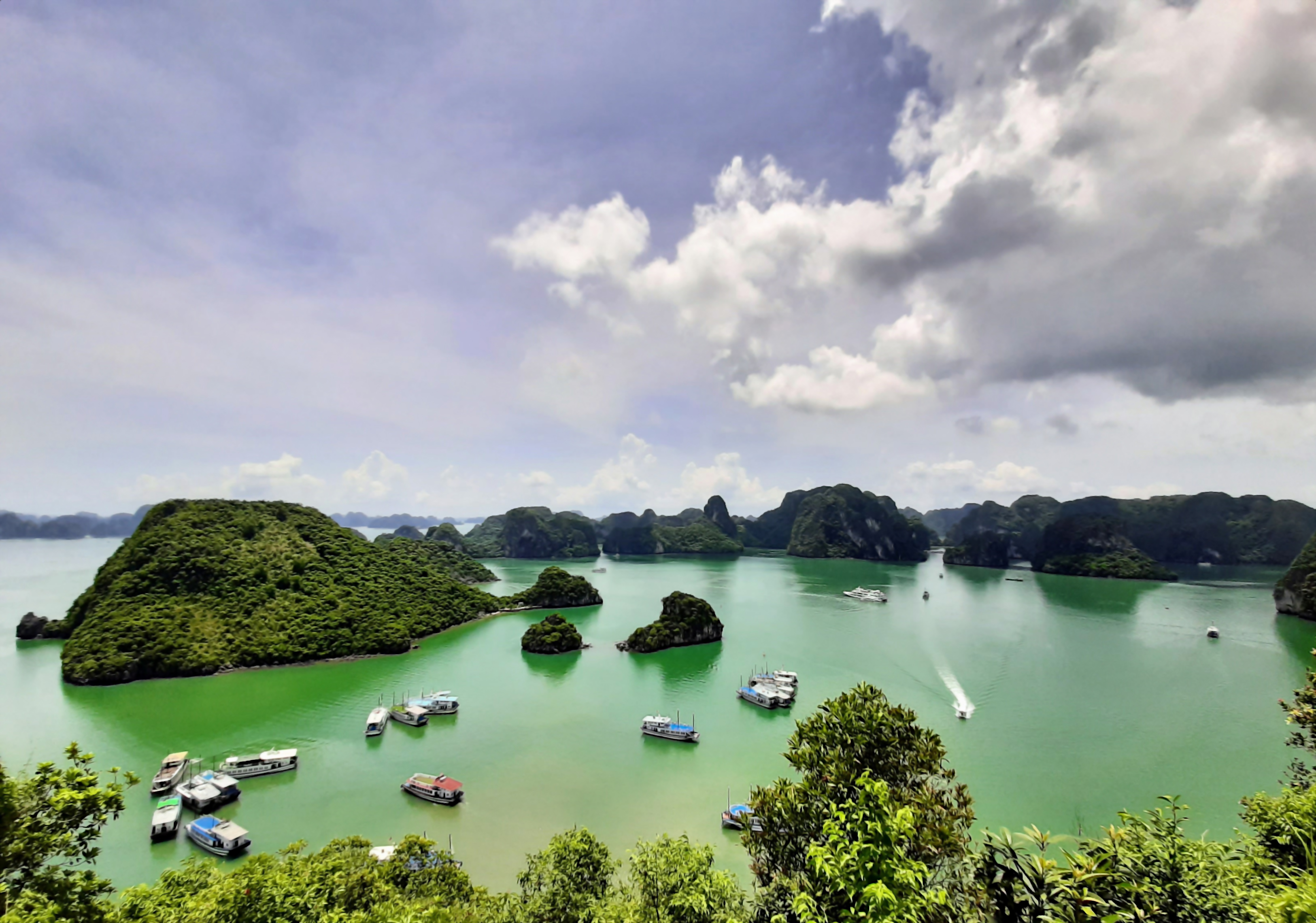
Ha Long Bay in 2019